# Cendrillon (film, 2021)
Pour les articles homonymes, voir Cendrillon (homonymie).
Pour plus de détails, voir Fiche technique et Distribution.
Cendrillon (Cinderella) est un film américain de comédie musicale réalisé par Kay Cannon, sorti en 2021 sur le service Prime Video.

## Fiche technique
Sauf indication contraire, les informations mentionnées dans cette section peuvent être confirmées par les bases de données cinématographiques IMDb et Allociné,  présentes dans la section « Liens externes ».
- Titre original : Cinderella
- Titre français et québécois : Cendrillon
- Réalisation : Kay Cannon
- Scénario : Kay Cannon, d'après une idée de James Corden et Cendrillon ou la Petite Pantoufle de verre de Charles Perrault
- Design : Paul Kirby
- Costume : Ellen Mirojnick
- Direction artistique : Steven Lawrence, Stephen Swain
- Production : Leo Pearlman, James Corden, Jonathan Kadin, Shannon McIntosh
- Production déléguée : Louise Rosner
- Sociétés de production : Columbia Pictures (Sony Pictures) et Fulwell 73
- Sociétés de distribution : Amazon Studios
- Pays d'origine :  États-Unis
- Genre : comédie romantique, musical, fantastique
- Langue d'origine : anglais
- Date de sortie : 
  - Monde : 3 septembre 2021 sur Prime Video

## Distribution
Sauf indication contraire, les informations mentionnées dans cette section peuvent être confirmées par les bases de données cinématographiques IMDb et Allociné,  présentes dans la section « Liens externes ».
- Camila Cabello (VF : Emmylou Homs ; VQ : Geneviève Bédard) : Cendrillon
- Nicholas Galitzine (VF : Arnaud Laurent ; VQ : Jean-Philippe Baril Guérard) : le prince Robert
- Idina Menzel (VF : Barbara Beretta ; VQ : Mélanie Laberge) : Viviane, la belle-mère de Cendrillon
- Maddie Baillio (VF : Vanessa Van-Geneugden) : Malvolia
- Charlotte Spencer (VF : Lila Lacombe) : Narissa
- Billy Porter (VF : Asto Montcho ; VQ : Philippe Racine) : la fabuleuse fée-marraine
- Minnie Driver (VF : Rafaèle Moutier ; VQ : Anne Dorval) : la reine Béatrice
- Pierce Brosnan (VF : Emmanuel Jacomy ; VQ : Daniel Picard) : le roi Rowan
- Tallulah Greive (en) (VF : Lou Viguier) : princesse Gwen
- James Corden (VF : Thibaut Lacour ; VQ : Benoît Brière) : James la souris
- James Acaster : John la souris
- Romesh Ranganathan (VQ : Philippe Martin (acteur)) : Romesh la souris
- Beverley Knight (VF : Géraldine Asselin) : la reine Tatiana
- Doc Brown (VF : Yves Letzelter ; VQ : Gardy Fury) : le porte parole du roi
- Rob Beckett (VF : Thierry Gondet) : Thomas Cecil
- Jenet Le Lacheur (VF : David Gozlan) : Wilbur
- Fra Fee : Hench
- Luke Latchman : Griff
- Mary Higgins (VF : Christèle Billault) : princesse Laura
- Nakai Warikandwa : princesse Nakai

Dans le doublage français européen, les chansons ont toutes étaient gardées en anglais. Tandis que dans le doublage français canadien, les chants a capella et les chansons du porte parole du roi ont été doublés. Les autres chansons sont gardées en anglais.
Version française
- Société de doublage : Deluxe Media Paris
- Mixage : Léopold Cuzin
- Direction artistique : Nathalie Homs
- Adaptation : Sophie Arthurys
- Enregistrement : Erwan Postic
- Montage : Eric Dussollier
- Supervision : Thomas Brautigam
- Chargé de production : Cédric Millard
- Sous-titrage : Robin Moellic

Version québécoise
- Société de doublage : Cinélume Post-Production INC
- Mixage : Dino Castrelli
- Direction artistique : Natalie Hamel-Roy
- Adaptation des dialogues : Aurélie Laroche
- Direction et adaptation des chansons : Daniel Scott
- Son : Dominic Nudo
- Chargée de projet : Francine Martel
- Supervision du doublage : Chantal Pagé

Source : Version française (VF) et Version québécoise (VQ) via les cartons de doublage en fin de film. « Version française (VF) », sur RS Doublage, « Version québécoise (VQ) », sur Doublage.qc.ca

## Chansons
- Rhythm Nation / You Gotta Me (Des'ree , You Gotta be) – Chœurs
- Million To One – Cendrillon
- The New Barry – le porte-parole du roi
- Somebody To Love (Queen) – le prince Robert
- Material Girl (Madonna) – Evelyn, Javotte et Anastasie
- Shot at the Crown – le porte parole du roi
- Am I Wrong (Nico & Vinz) – Cendrillon, Evelyn, Javotte, Anastasie et le prince Robert
- Million To One (Reprise I) – Cendrillon
- Shining Star (Earth, Wind and Fire) – la bonne fée et Cendrillon
- Whatta Man / Seven Nation Army – le prince Robert et le Chœurs
- Perfect (Ed Sheeran) – Cendrillon et le prince Robert
- Shoe Made of Glass – le porte parole du roi
- Dream Girl (Nile Rogers) – Evelyn
- Million To One (Reprise II) – Cendrillon
- Perfect (Ed Sheeran) – Cendrillon et le prince Robert (reprise II)
- Rhythm Nation / You Gotta Be – Chœurs (reprise)
- Let's Get Loud (Jennifer Lopez) – Cendrillon

## Production

### Genèse et développement
Au cours d'un entretien diffusé sur la chaine CBS News, l'acteur américain Billy Porter a évoqué son prochain rôle dans le film Cendrillon : la marraine la fée, mais avec une vision particulière du personnage. Porter souhaite en effet proposer une interprétation non genrée : « La magie n'a pas de genre », explique-t-il.
La fée marraine, dans plusieurs versions connues du conte, aide la jeune héroïne orpheline en lui offrant trois vœux, avec des variantes significatives selon les sources : dans certains textes, c'est la mère défunte de Cendrillon qui lui propose une aide.
Le long-métrage sera à classer dans le genre de la comédie musicale romantique, avec un parti pris très libre et volontiers déluré : le personnage incarné par Billy Porter sera ainsi nommé « Fab G ».

### Attribution des rôles
Le 10 avril 2019, Camila Cabello rejoint le projet avec le rôle principal de Cendrillon.
Le 12 décembre 2019, Pierce Brosnan rejoint le casting en incarnant le Roi.

### Tournage
Le tournage débute le 13 février 2020 au Royaume-Uni. Il est cependant suspendu le 16 mars 2020 en raison de la pandémie de Covid-19.

## Sortie
Initialement, le film était prévu pour une sortie au cinéma le 5 février 2021 avant d'être repoussé au 16 juillet 2021 en raison de la pandémie de Covid-19. Néanmoins, en mai 2021, Sony Pictures vend les droits de distribution du film à Amazon Studios qui annonce une sortie sur le service Prime Video dans le courant de l'année.

## Réception critique
Pour Première, le film fait preuve d'un « féminisme didactique lourdingue » et « le message balourd a bien du mal à passer ».